# 蒂雅娜·寶斯高域
蒂亚娜·博什科维奇（羅馬化：Tijana Bošković，1997年3月8日—），塞爾維亞职业排球運動員，身高1.93米，位置為接应。效力於土耳其球隊瓦基弗銀行女排俱樂部，現披18號球衣。在2014年開始擔任塞爾維亞國家女子排球隊的接应。她代表塞爾維亞在巴西出戰2016年奥林匹克运动会奪得銀牌。博斯科維奇在奥林匹克运动会中表現出色，個人得分116分，排名第三。
現時與梅麗莎·巴爾加斯、寶拉·艾格努及伊莎貝爾·哈克合稱「四大接應」。

## 運動生涯
2014年，年仅17岁的博斯科维奇在欧青赛上崭露头角，带领塞尔维亚女排拿到冠军，她自己在决赛中拿了38分，吸引了国家队總教练的注意。欧青赛结束后博斯科维奇成为塞尔维亚女排国家队一员。参加当年的世锦赛。她刚一进队就挤下当时塞尔维亚国家队的主力接应布拉科塞维奇。
2015年女排世界杯，博斯科维奇成为塞尔维亚女排国家队的主力，面对强敌毫不畏惧，最终拿到了2015年世界杯的亚军。
2016年巴西里约奥运会，博斯科维奇的个人表现和塞尔维亚女排的成绩一样突破历史。在技术统计中，她位列得分榜第3、扣球榜第3、发球榜第2、拦网榜第10，最終帶領塞尔维亚女排奪得奧運銀牌。
在2017年，博斯科维奇先後個人獲得欧锦赛MVP和欧排联授予的塞尔维亚“年度最佳运动员”；在塞尔维亚本土，她又荣膺“最佳新人奖”。2018年世界女子排球錦標賽，博斯科维奇憑著出色的表現帶領塞爾維亞女排奪得冠軍，她個人也首次獲得三大賽的MVP。2022年世界女子排球錦標賽，她蝉联世锦赛MVP，并获得最佳接应二传。
目前，博斯科维奇效力于土超四大豪门之一的伊萨奇巴希女排俱乐部。

## 獎項

### 國家隊
- 2015年世界盃女子排球賽： - 亞軍
- 2015年歐洲女子排球錦標賽： - 季軍
- 2016年夏季奧林匹克運動會女子排球比賽： - 亞軍
- 2017年世界女排大獎賽： - 季軍
- 2017年歐洲女子排球錦標賽： - 冠軍
- 2018年世界女子排球錦標賽： - 冠軍
- 2019年歐洲女子排球錦標賽： - 冠軍
- 2020年夏季奧林匹克運動會女子排球比賽： - 季軍
- 2021年欧洲女子排球锦标赛： - 亞軍
- 2022年世界女子排球錦標賽： - 冠軍

### 俱樂部
- 2016年世界女排俱樂部錦標賽： - 冠軍 (伊薩奇巴希女排俱樂部)
- 2016–17赛季土耳其女排超級聯賽：第四名 (伊薩奇巴希女排俱樂部)
- 2016–17赛季欧洲女排俱乐部冠军联赛： - 季軍 (伊薩奇巴希女排俱樂部)
- 2017年世界女排俱樂部錦標賽：第四名 (伊薩奇巴希女排俱樂部)
- 2017–18赛季土耳其女排超級聯賽： - 亞軍(伊薩奇巴希女排俱樂部)
- 2018年土耳其女排超級盃： - 冠軍 (伊薩奇巴希女排俱樂部)
- 2018年世界女排俱樂部錦標賽： - 季軍 (伊薩奇巴希女排俱樂部)
- 2018–19赛季土耳其女排超級聯賽： - 亞軍(伊薩奇巴希女排俱樂部)
- 2019年土耳其女排超級盃： - 冠軍 (伊薩奇巴希女排俱樂部)
- 2019年世界女排俱樂部錦標賽： - 亞軍(伊薩奇巴希女排俱樂部)
- 2021年土耳其女排超級盃： - 亞軍(伊薩奇巴希女排俱樂部)
- 2022年世界女排俱樂部錦標賽： - 季軍(伊薩奇巴希女排俱樂部)
- 2023年世界女排俱樂部錦標賽： - 冠軍 (伊薩奇巴希女排俱樂部)

### 個人榮譽
- 2016年世界女排俱樂部錦標賽：最有价值球员（MVP）、最佳接应
- 2016–17赛季土耳其女排超級聯賽：最佳接应
- 2017年世界女排俱樂部錦標賽：最佳接应
- 2017年世界女排大獎賽：最佳接应
- 2017年歐洲排球錦標賽: 最有價值球員（MVP）
- 2017年歐洲排球聯合會：最佳球員
- 2017年塞爾維亞體育界獎項：年度最佳新人
- 2018年世界女子排球錦標賽：最有價值球員（MVP）
- 2020年夏季奧林匹克運動會女子排球比賽：最佳接应
- 2021年歐洲女子排球錦標賽：最佳接应
- 2022年世界女子排球錦標賽：最有價值球員（MVP）、最佳接应
- 2023年世界女排俱樂部錦標賽：最有價值球員（MVP）、最佳副攻手